# 윤택상
윤택상(尹澤相, 1968년 8월 8일, 충북 단양 ~ 현재)은 대한민국의 영화 배우이다.

## 이력
1991년 연극배우 첫 데뷔하였고 1996년 뮤지컬 배우 데뷔하였으며 이듬해 1997년 SBS 서울방송 드라마 《지평선 너머》로 정식 연기자 데뷔하였다.

## 학력
- 1984년 ~ 1987년 제천농업고등학교

## 출연작

### 연극
- 1991년 《햄릿》 ... 오즈리크 역(단역)

### 뮤지컬
- 1996년 《아가씨와 건달들》 ... 베니 사우드스트릿 역(남자 조연)

### 영화
- 2010년 <주유소 습격 사건 2> - 망치파 1 역
- 2009년 <유감스러운 도시> - 특공대장 역
- 2006년 <투사부일체> - 제니스파 보스 역
- 2003년 <최후의 만찬> - 고추 역
- 2003년 <청풍명월> - 수육 역
- 2003년 <와일드 카드> - 나이트 어깨 역
- 2002년 <울랄라 씨스터즈> - 부하 1 역
- 2001년 <나쁜 남자> - 방장 역
- 2001년 <라이방> - 떡대 1 역
- 2001년 <휴머니스트> - 형사 1 역
- 2000년 <반칙왕> - 달치패 역

### 텔레비전 드라마
- 2015년 <달콤살벌 패밀리>
- 2014년 <트라이앵글>- 만봉의 부하 역
- 2012년 <대왕의 꿈>
- 2002년 <야인시대>
- 2002년 <유리 구두>
- 2001년 <아버지와 아들>
- 2001년 <동양극장>
- 1997년 <지평선 너머>